# 石梓属
石梓属（学名：Gmelina）是马鞭草科下的一个属，为灌木或乔木植物。该属共有约35种，分布于热带非洲、大洋洲和亚洲东部。属名Gmelina为纪念德国植物学家J. Gottheb Gmelin（1709-1755）而命名。